# Transformers: Prime
Transformers: Prime, thường được đọc tắt là TFP, TP hoặc Prime, là một series phim hoạt hình 3D của Mỹ, dựa trên mẫu robot Transformers được nhượng quyền thương mại đồ chơi từ Hasbro. Series "Transformers: Prime" phát sóng lần đầu trên kênh The Hub, do Hasbro sở hữu bản quyền. Phần một (26 tập) được phát hành năm 2010, phần hai (26 tập) được phát hành năm 2012. Phần ba (13 tập) với tựa đề "Beast Hunters" - Thợ săn quái vật, công chiếu vào mùa xuân 2013, ngày 22 tháng 3. Bộ phim đã được đón nhận nồng nhiệt và giành được giải thưởng Daytime Emmy. "Transformers: Prime" được đánh giá là thuộc mức TV-Y7-FV (TV Parental Guidelines), tức "chương trình TV cần xem dưới sự hướng dẫn của phụ huynh" vì nội dung có những phần tối tăm, bạo lực đối với trẻ em. Những robot biến hình mới liên tục xuất hiện trong series, nhưng những nhân vật mới này vẫn chưa được bộ phim giải thích một cách đầy đủ.

## Nội dung

### Phần 1
Phần 1 có năm tập phim mở đầu tựa đề là "Darkness Rising" (Bóng tối trỗi dậy), kể về cuộc gặp gỡ giữa nhóm Autobot của Optimus Prime với ba đứa trẻ loài người.
Sau khi hành tinh Cybertron, quê hương của những robot biến hình bị chiến tranh giữa Autobot và Decepticon hủy diệt, một nhóm Autobot còn sống sót đã đến Trái Đất trú ngụ. Bọn Decepticon đuổi theo truy sát họ, đồng thời khai thác các mỏ Energon ở đây (Energon vừa là máu vừa là nguyên liệu quan trọng của robot Cybertron). Trong chiến tranh Cybertron, hai phe Autobot và Decepticon đều tìm cách giấu Energon của mình vào vũ trụ, đó là lý do nhiều hành tinh khác như Trái Đất lại có mỏ Energon. Thủ lĩnh Optimus Prime cùng đồng đội phải âm thầm chiến đấu bảo vệ Trái Đất và đánh đuổi Decepticon.
Mở đầu phần một series "Transformers: Prime" là cái chết bi thảm của Cliffjumper, một Autobot trong nhóm của thủ lĩnh Optimus Prime. Từ đó, số Autobot trên Trái Đất càng ít ỏi hơn, chỉ còn 5 thành viên thuộc "nhóm Prime" (team Prime): Optimus, Bulkhead, BumbleBee, Arcee và Ratchet. Tuy vậy, họ vẫn bền bỉ chiến đấu với phe Decepticon đông đảo và hùng mạnh, giữ bí mật sự xuất hiện của mình với con người. Căn cứ của cả đội là một trạm tên lửa cũ nằm trên một dãy núi ở thị trấn Jasper, Nevada, Mỹ. Trong một lần bị binh lính Decepticon truy sát, BumbleBee và Arcee bị hai cậu bé Jack Darby và Rafael Esquivel nhìn thấy họ biến hình. Sau này còn có thêm cô bé người Nhật Nakadai Miko. Vừa muốn giữ bí mật vừa để bảo vệ an toàn cho bọn trẻ, Optimus quyết định mang họ đến căn cứ và giao cho các Autobot chăm nom, Arcee bảo vệ Jack, BumbleBee bảo vệ Rafael còn Bulkhead bảo vệ Miko. Trải qua nhiều cuộc chiến và biến cố, tình bạn giữa ba đứa trẻ và Autobot ngày càng sâu sắc. Các Autobot dần hiểu ra rằng họ không hề cô độc trên Trái Đất này.
Trong khi đó, Megatron - thủ lĩnh Decepticon, đã tìm ra Dark Energon sau 3 năm sống lang bạt ngoài vũ trụ. Dark Energon được tích tụ từ máu của Phá Hoàng Unicron (Unicron the Chaos Bringer) - một vị thần cổ xưa trong truyền thuyết Cybertron, tượng trưng cho sự hủy diệt. Loại vật chất này có khả năng hồi sinh robot đã chết, biến họ thành zombie và tuân lệnh của kẻ mang trong mình dòng máu Dark Energon. Megatron dùng nó để hồi sinh tất cả robot đã chết ở hành tinh Cybertron, đem về xâm lăng Trái Đất và tiêu diệt đội Autobot của Optimus. Kế hoạch hiểm độc này đã được các Autobot và ba đứa trẻ Jack, Rafael, Miko ngăn chặn thành công. Cổng dịch chuyển không gian của Decepticon bị nhóm Autobot gài bom nổ tung trước khi đội quân zombie từ Cybertron đổ xuống Trái Đất. Megatron mất tích trong vụ nổ, cấp dưới của hắn là Starscream tranh thủ thời cơ chiếm quyền chỉ huy, nội bộ Decepticon bắt đầu lục đục. Ai cũng nghĩ là Megatron đã chết nhưng nhờ Dark Energon nên hắn chỉ sống thực vật. Starscream muốn giết Megatron nhưng không có cơ hội, dưới áp lực của Soundwave (cấp dưới thân cận nhất của Megatron), y phải đưa Megatron về tàu Decepticon để chăm sóc. Sau một thời gian khá lâu, Megatron tỉnh lại và tiếp tục công cuộc xâm lăng Trái Đất.
Autobot sống sót cũng như các Decepticon khác liên tục đổ bộ xuống Trái Đất hoặc được Starscream thức tỉnh. Bên Autobot có Wheeljack, bạn chiến đấu thân thiết của Bulkhead. Bên Decepticon có Skyquake, Makeshift, Knock Out, Breakdown, và Airachnid. Tổ chức quân sự xấu xa M.E.C.H cũng xuất hiện, xen vào cuộc chiến Autobot - Decepticon.
Vào cuối phần một, Optimus Prime quyết định liên minh với Megatron để chống kẻ thù chung là Phá Hoàng Unicron, kẻ đang muốn hủy diệt Trái Đất. Megatron với dòng máu Dark Energon, biết được Spark (Trái tim) của Unicron nằm ở đâu trong tâm Trái Đất, nhận lời đưa nhóm Autobot xuống đó để tiêu diệt tận gốc Unicron. Trước khi lên đường, Optimus bí mật giao cho cậu thiếu niên Jack một chiếc chìa khóa, nhờ cậu bảo vệ nó giúp ông, đây là chìa khóa mở kho lưu trữ ký ức các Prime (vector Sigma) trên hành tinh Cybertron. Trong trận chiến sinh tử với Unicron ở tâm Trái Đất, Megatron bị Dark Energon thao túng nhưng vẫn cố tự kiểm soát chính mình, các Autobot quyết tử với hàng trăm robot của Unicron. Trong tình thế nước sôi lửa bỏng, Optimus đã triệu hồi Ma trận chỉ huy (Matrix of leadership), dùng sức mạnh của nó tiêu diệt Unicron và cứu được Trái Đất. Sau khi mất đi Ma Trận, Optimus quên hết ký ức khi còn là Prime, ông chỉ nhớ mình là thủ thư Orion Pax, chiến hữu cũ của Megatron. Megatron lừa Optimus đi theo phe Decepticon trước sự sửng sốt và đau đớn của phe Autobot.

### Phần 2
Sau khi Optimus, lúc này trở lại là Orion Pax, về phe Decepticon, ông bị Megatron lừa dối bằng những điều xảo trá và trở thành người phiên dịch các tài liệu cổ đại Cybertron cho Decepticon, từ đó tìm ra vị trí những vũ khí quý giá được gửi xuống Trái Đất từ xa xưa. Mặc dù vậy, Optimus vẫn không khỏi nghi ngờ những robot xung quanh, nhất là việc Starscream "nhầm" ông với chỉ huy Optimus Prime của Autobot. Ông luôn tự hỏi mình thực sự là ai, điều đó khiến Megatron lo ngại, hắn dự định sẽ thủ tiêu Optimus ngay sau khi lợi dụng ông. Trong lúc đó, Ratchet - bác sĩ nhóm Autobot, đã nói cho Jack biết vai trò quan trọng của chiếc chìa khóa mà Optimus giao cho cậu, Jack đã được ông trực tiếp giao nhiệm vụ phục hồi ký ức của mình. Cậu và Arcee phải lên hành tinh Cybertron thông qua Cổng dịch chuyển của Decepticon và lưu dữ liệu ở kho lưu trữ ký ức các Prime vào chìa khóa, mang về nạp lại cho Optimus. Trong khi Jack và Arcee ở Cybertron, những Autobot còn lại bị Megatron phát hiện họ đang dùng Cổng không gian của hắn. Ratchet, Bulkhead và BumbleBee phải liều mạng chiến đấu và giữ Cổng không gian luôn mở, để đồng đội có đường trở về. 
Trải qua rất nhiều nguy hiểm, Jack đã thành công, Optimus được phục hồi ký ức, trở về với nhóm Autobot. Rafael cũng tìm ra cách tải toàn bộ dữ liệu về cổ vật mà Decepticon đang lưu trong máy vi tính của chúng. Từ đó, hai phe robot bắt đầu cuộc chạy đua săn lùng cổ vật Cybertron nằm rải rác trên Trái Đất. Bên phe Decepticon, Airachnid cấu kết với Starscream (lúc này đã bị Megatron đuổi khỏi quân đội vì tội phản bội) mưu sát Megatron, nhưng kế hoạch bất thành. Vì việc này, nội bộ Decepticon càng thêm rối loạn. Giữa cuộc chiến đang hồi ác liệt, một Autobot mới đổ bộ xuống Trái Đất - Smokescreen, một robot trẻ tuổi, từng hoạt động trong quân đội thời chiến tranh Cybertron. Qua từng tập phim, phe Autobot dần chiếm được nhiều cổ vật hơn so với Decepticon và những thành viên trong nhóm cũng trưởng thành, vững vàng hơn. Gần cuối phần 2, một thành viên Decepticon là Dreadwing vì bất mãn với Starscream và Megatron, đã trộm búa rèn Solus Prime, một bảo bối rất lợi hại của Cybertron, đem tặng cho phe Autobot, sau đó hắn bị Megatron giết chết. Cuối cùng, Autobot lấy được 4 chìa khóa Omega - những thứ quan trọng trong việc hồi sinh hành tinh Cybertron. Vào phút cuối, Autobot đã bị Starscream dùng mưu gian cướp đi 4 chìa khóa và đem nộp cho Megatron.
Có đủ 4 chìa khóa Omega, Decepticon trở về hồi sinh hành tinh Cybertron, hòng tạo ra một chế độ độc tài mới ở đây. Autobot lấy các cổ vật lấy được ở Trái Đất làm vũ khí, dùng Cổng dịch chuyển đến Cybertron và chiến đấu anh dũng với Decepticon. Sau khi thấy Autobot đã đánh bại quân của Megatron và lấy lại 4 chìa khóa Omega, Starscream hiến kế cho Megatron bắt cóc Jack, Rafael và Miko làm con tin, bắt ép Optimus giao chìa khóa Omega. Ông không còn lựa chọn nào khác ngoài giao chìa khóa cho Megatron rồi bất ngờ phá hủy cổng Omega, nơi tra chìa khóa Omega - niềm hi vọng cuối cùng để hồi sinh Cybertron.
Kết thúc phần 2 là cảnh Decepticon tìm ra và điều binh đến bắn phá căn cứ bí mật của Autobot. Thủ lĩnh Optimus quyết định mở Cổng dịch chuyển không gian, ra lệnh cho các Autobot đưa ba đứa trẻ đến nơi an toàn. Sau khi họ đi, ông lập tức hủy bỏ cánh cổng để bảo vệ họ khỏi sự truy lùng của Decepticon. Cuối tập phim, Megatron và Starcream hả hê bước vào ngắm nhìn khu căn cứ Autobot đã bị phá tan hoang. Ở một góc khuất là cánh tay bất động của Optimus trên đống đổ nát. Megatron phát hiện ra búa rèn Solus Prime trong căn cứ Autobot và lấy lại nó, nhóm Prime li tán sau khi căn cứ bị phá hủy, mọi thứ trở nên vô vọng đối với phe Autobot.

### Phần 3: Thợ săn quái vật (Beast Hunters)
Optimus đã gửi nhóm Autobot và 3 đứa trẻ đến những nơi khác nhau, tách xa khỏi thị trấn Jasper, nhằm đảm bảo an toàn cho họ. Họ vừa cố gắng liên lạc với nhau, vừa phải đối mặt với con quái vật khủng khiếp của Decepticon - Predacons, và một thành viên Decepticon dữ dằn khác là Shockwave (robot này đã xuất hiện trong phim Transformers 3 - Vùng tối của mặt trăng của Michael Bay). Quái vật Predacons và Shockwave đến Trái Đất, săn lùng các Autobot với ý định thủ tiêu từng người một. Decepticon dựng nên pháo đài Darkmount và bắt đầu oanh tạc Nevada. Một đoạn trailer từ Singapore cho thấy Ultra Magnus - từng là Tư lệnh Thành phố (City Commander) ở Cybertron và phó tư lệnh tối cao của Autobot - sẽ đến Trái Đất để trợ giúp nhóm Prime. Phần 3 cũng được thông báo sẽ là phần cuối cùng của series "Transformers: Prime".
Trong tập đầu của phần ba, Smokescreen đã tìm được Optimus giữa khu căn cứ bị phá hủy và đem tới một nơi an toàn. Lúc đó, ông đang bị thương rất nặng còn Wheeljack thì bị Decepticon bắt giữ, hoàn cảnh vô cùng bi đát. Sau đó, Wheeljack đã trốn thoát thành công và gặp lại Bulkhead, Miko, ba người tìm cách liên lạc với những bạn bè khác. Trong tập 3 "Prey" (Con mồi), Ultra Magnus đã xuất hiện và tập hợp đầy đủ những Autobot thất lạc, cả nhóm còn tìm được một trạm công nghệ Decepticon cũ và Cổng dịch chuyển của chúng, việc này giúp họ vạch ra kế sách đối phó với kẻ thù. Trong khi ấy, Optimus ngày càng yếu đi, ông cảm thấy thời điểm cần có một Prime mới đang đến gần và người kế nhiệm sẽ là Smokescreen. Trong tập 4 "Rebellion" (Cuộc nổi dậy), sau khi chết lâm sàng, Optimus được Smokescreen cứu sống nhờ sức mạnh búa rèn Solus Prime do cậu lấy được từ pháo đài Darkmount, sau khi cứu Optimus, cây búa cũng mất hết năng lượng và trở thành một cây búa bình thường. Ultra Magnus đã chỉ huy các Autobot, hợp sức với quân chính phủ Hoa Kỳ tấn công Decepticon. Họ dụ Predacons bay qua Cổng dịch chuyển của nhóm đến vùng cực và Predacons bị đông cứng ở đó. Tuy nhiên, sau đó Ultra Magnus bị Megatron hạ gục, Bulkhead và Wheeljack vất vả chống lại Shockwave, Arcee và BumbleBee cũng bị quân lính Decepticon bắt giữ. Đúng lúc nguy nan nhất, Optimus đã trở lại cứu họ kịp thời. Nhờ sử dụng búa rèn Solus Prime để nâng cấp chính mình, Optimus dễ dàng hạ gục Megatron, phá hủy pháo đài Darkmount, buộc Decepticon phải tháo chạy. Sau khi tạm thời đánh lui được Decepticon, Optimus cùng Autobot trở về trong sự vui mừng của Jack, Rafael và Miko. Ông chính thức mời Ultra Magnus gia nhập vào nhóm. Sau đó, quái vật Predaking (vua của loài Predacon) đã xuất hiện và gây chiến với phe Autobot. Cuộc chiến vì thế mà thêm phần gay cấn. Bên phe Decepticon, Shockwave đang tiến hành thu thập các hoá thạch cổ ở Trái Đất, nhân bản giống loài Pedacons để chúng tiêu diệt Autobot, nhóm Prime phải ngăn cản vụ thu thập ấy và tự gọi mình là những "thợ săn quái vật". Megatron còn cướp bóc nguyên vật liệu của con người để chế tạo lại ổ khoá Omega hòng biến Trái Đất thành hành tinh máy móc như Cybertron.
Ở tập cuối "Deadlock" (Bế tắc), phe Autobot và Jack, Rafael, Miko hợp sức tấn công tàu chỉ huy của Decepticon trước khi chúng biến đổi Trái Đất bằng khoá Omega. Sau khi bị Megatron bắn trọng thương, BumbleBee đã ngã vào khoá Omega, lượng vật chất cơ bản trong khoá đã chữa lành cho cậu, giúp cậu lấy lại được giọng nói. Nhờ vậy, BumbleBee mới đủ sức dùng thanh kiếm huyền thoại của các Prime để kết liễu Megatron. Starscream và Shockwave bỏ chạy còn nhóm Autobot thì dùng lượng Energon trong tàu Decepticon để hồi sinh hành tinh Cybertron. Cuối tập phim, họ trở lại Trái Đất lần cuối từ biệt mọi người rồi quay về quê hương của mình. Chỉ có Ratchet là tình nguyện ở lại Trái Đất vì ông cho rằng nơi này cần ông hơn Cybertron.

### Beast Hunters: Predacons Rising
Phần này chỉ có một tập dài 105 phút do Hasbro Studio sản xuất, ra mắt ngày 4 tháng 10 năm 2013, là phần sau của "Transformers Prime: Beast Hunters", đồng thời là kết thúc thực sự của bộ phim.
Sau khi đội Prime trở lại Cybertron, họ bắt tay vào sự nghiệp phục hưng hành tinh, kêu gọi các Autobot còn sống sót trở về. Optimus Prime và Wheeljack phụ trách việc đi tìm lại khối lập phương Allspark (đã xuất hiện trong bộ phim điện ảnh của Michael Bay), các Autobot khác trong đội ở lại giữ gìn Cybertron và đón những người lưu vong trở về. Tuy nhiên, sự hồi sinh Cyrbertron đã làm Unicron ở tâm Trái Đất thức tỉnh. Hắn nhập hồn vào thể xác của Megatron dưới đáy biển Trái Đất để hồi sinh, bay tới Cybertron nhằm tiêu diệt kẻ thù cũ Primus, cũng chính là tâm hành tinh này. Trong lúc Optimus đi vắng, các Autobot phải đối mặt với nguy cơ mới, chưa kể đến Starscream và Shockwave, 2 tên Decepticon đang lẩn trốn, vẫn tiếp tục lén lút chế tạo nhân bản vô tính Predacon tại một nơi bí mật trên Cybertron. 
Trong khi đi thám thính Cybertron, Ultra Magnus và Smokescreen đã trạm chán 2 thú săn mồi Predacon - sản phẩm thí nghiệm của Shockwave. Chúng đã đánh trọng thương Ultra Magnus, Smokescreen phải vất vả lắm mới đem được ông về. Ratchet từ Trái Đất được mời tới qua Cổng không gian để chữa trị cho Magnus. Cùng lúc đó, cả nhóm biết tin Unicron đã trở lại trong thân xác Megatron, âm mưu huỷ diệt cả hành tinh Cybertron. Họ lập tức báo cho Optimus và Wheeljack nhưng không được hồi đáp vì tàu không gian của Wheeljack hư hỏng khá nặng trên đường tìm kiếm Allspark. Trong khi đó, Unicron bắt đầu hồi sinh tất cả hoá thạch Predacon đã bị tuyệt chủng từ lâu, tạo thành một đội quân xác sống Terrorcons hòng tiêu diệt Primus.
Vắng mặt Optimus, Ultra Magnus thì bị thương nặng, BumbleBee quyết định sẽ cùng đồng đội trấn giữ lối vào tâm hành tinh Cybertron đến cùng. Thấy tình thế nguy hiểm, Starscream âm mưu cướp tàu của Autobot để chạy trốn, nhưng bị Knock Out phản bội nên hắn đã bị tống vào phòng giam, Knock Out tỏ ý muốn gia nhập Autobot và được chấp nhận. Bây giờ, Decepticon và Autobot đều tạm thời dẹp bỏ hiềm khích riêng, cùng nhau chiến đấu với Unicron. Kể cả Predaking (và 2 mẫu thí nghiệm Predacon đã được hắn thu phục) cũng tham gia với họ, ngắn không cho đội quân Terrorcons tiến vào Primus. Đúng lúc trận đánh đang hồi khốc liệt, Optimus và Wheeljack trở về. Unicron bắn rơi tàu của họ, giao chiến với Optimus và cướp được hộp chứa Allspark. Nhưng chiếc hộp trống trơn, Unicron chợt nhận ra mình đã mắc bẫy. Chiếc hộp lập tức hút linh hồn hắn vào, phong ấn trong đó vĩnh viễn. Khi Megatron được giải thoát khỏi sự kiểm soát của Unicron, hắn đã hiểu được cảm giác bị áp bức là như thế nào nên quyết định dẹp bỏ Decepticon, đi khỏi Cybetron. Starscream thấy thế liền nuôi ý định bỏ trốn, tự thành lập đội quân của riêng mình nhưng tên hèn nhát đã bị nhóm của Predaking xử tử.
Cuộc chiến kết thúc ổn thoả, tuy nhiên, Allspark đã được Optimus nhập chung vào trái tim của ông cùng với Ma trận Chỉ huy. Vì muốn sự sống mới được tạo ra trên Cybertron, ông quyết định bay vào tâm hành tinh, hoà làm một với Primus, đồng nghĩa với việc hi sinh tính mạng mình. Trước khi ra đi, Optimus căn dặn các Autobot: "Above all, do not lament my absence, for in my spark, I know that this is not the end, but merely a new beginning. Simply put, another transformation." (Trên hết, đừng buồn cho sự vắng mặt của tôi, từ trong tim, tôi biết đây chưa phải là kết thúc, chỉ là khởi đầu mới mà thôi. Hoặc đơn giản là một sự biến đổi khác.)
Sự hi sinh của Optimus khiến hàng vạn tia lửa sự sống mới phun trào từ tâm hành tinh như pháo hoa, báo hiệu một thời đại mới bắt đầu sau khi thời của các Prime chấm dứt. Từ dòng chảy sự sống rực rỡ đó, nổi lên một đốm sáng, được coi là linh hồn của Optimus.

## Giới thiệu nhân vật

(Từ trái qua)
Hàng trên: Bulkhead, Optimus, Ratchet. Hàng dưới: Arcee, BumbleBee

## Danh sách các phần phim
| Phần | Phần        | Số tập | Phát hành gốc (ở Mỹ) | Phát hành gốc (ở Mỹ) | Ngày phát hành DVD và Blu-ray | Ngày phát hành DVD và Blu-ray | Ngày phát hành DVD và Blu-ray |
| Phần | Phần        | Số tập | Ngày bắt đầu         | Ngày kết thúc        | Region 1/A                    | Region 2/B                    | Region 4/B                    |
| ---- | ----------- | ------ | -------------------- | -------------------- | ----------------------------- | ----------------------------- | ----------------------------- |
|      | Mini-Series | 5      | 29 tháng 11 năm 2010 | 3 tháng 12 năm 2010  | 6 tháng 12 năm 2011           | 22 tháng 10 năm 2012          | 20 tháng 6 năm 2012           |
|      | 1           | 21     | 11 tháng 2 năm 2011  | 15 tháng 10 năm 2011 | 6 tháng 3 năm 2012            | —                             | 18 tháng 7 năm 2012           |
|      | 2           | 26     | 18 tháng 2 năm 2012  | 2 tháng 11 năm 2012  | 6 tháng 11 năm 2012           | —                             | —                             |
|      | 3           | 13     | 22 tháng 3 năm 2013  | 26 tháng 7 năm 2013  | —                             | —                             | —                             |

## Phát sóng và truyền thông ở cácquốc gia

### Tại Hoa Kỳ
"Transformers: Prime" phát sóng trên Hasbro và kênh truyền hình thuộc mạng lưới kênh Discovery - The Hub (Kênh Trung tâm). Việc phát sóng ban đầu của series trên kênh The Hub đã được công bố đã tiến triển rất tốt. Trong tuần thứ hai phát sóng, nhiều nguồn thông tin cho thấy sự gia tăng của "Transformers: Prime" trong bảng xếp hạng. Một tiếng đồng hồ hé lộ nội dung hai tập đầu của loạt phim này đã được phát sóng trên Hub vào ngày 26 tháng 11 năm 2010. Series hoạt hình này bắt đầu phát sóng từ 29 tháng 11 năm 2010, tiếp tục đến 3 tháng 12 năm 2010, với sự ra mắt chính thức phần một vào ngày 11 tháng 2 năm 2011. Kênh The Hub loạt thu hút gần 102.000 người xem cho mỗi tập phim.
Bắt đầu từ ngày 8 tháng 12 năm 2012, loạt phim cũng thực hiện một buổi chiếu ra mắt trên kênh The CW như một phần chương trình buổi sáng thứ bảy của kênh này trong khối kênh Vortexx. Việc này giúp loạt phim hoạt hình đầu tiên của Hasbro Studios lan rộng trên truyền thông Hoa Kỳ.

### Tại những quốc gia nói tiếng Anh
Ngày 9 tháng 11 năm 2010, Hasbro Studios đã công bố bản quyền phát sóng với hãng Corus Entertainment tại Canada, bao gồm bản quyền "Transformers: Prime". Bộ phim được công chiếu lần đầu ngày 9 tháng 1 năm 2011 trên kênh Teletoon, một kênh thuộc sở hữu của Corus. Tập phim mới của series được phát sóng vào Chủ Nhật hàng tuần, lúc 12 pm Eastern/11 am Central.
Là một phần của thỏa thuận giữa Hasbro Studios và Turner Broadcasting System Europ công bố ngày 13 tháng 12 năm 2010, "Transformers: Prime" bắt đầu phát sóng ở Vương quốc Anh và Bắc Ireland vào ngày 5 tháng 9 năm 2011 trên kênh Cartoon Network. Loạt phim phát sóng ở Trung Âu,Nam Phi, và Trung Đông vào ngày 10 tháng 9 năm 2011 trên kênh Cartoon Network châu Âu. Tại Singapore, MediaCorp đã phát sóng các chương trình của Hasbro Studios, bao gồm "Transformers: Prime", phiên bản tiếng Anh đã được công chiếu lần đầu trên Okto. Tại Malaysia, Media Prima đã phát sóng các chương trình bản quyền của Hasbro Studios, bao gồm cả "Transformers: Prime" phiên bản tiếng Anh, công chiếu lần đầu trên kênh NTV7.

### Tại Nhật Bản
Tại Nhật Bản, các bản quyền thương mại được nhượng lại từ Transformers chủ yếu được tổ chức bởi Tomy, hoạt động dưới cái tên Takara Tomy tại Nhật Bản sau khi sáp nhập với Takara (tác giả của dòng đồ chơi có trước cả Transformers). Phiên bản tiếng Nhật của "Transformers: Prime" (có tiêu đề "超 ロボット 生命 体 トランスフォーマー プライム" / Siêu robot biến hình: Transformers Prime) được sản xuất bởi TV Aichi và Dentsu, gắn với Tomy và Nikkatsu. Tại Nhật Bản, phim được chiếu vào ngày 7 tháng 4 năm 2012 trên kênh TXN đứng đầu bởi TV Tokyo, trong đó TV Aichi là một chi nhánh. Tính đến tháng 4 năm 2012, mỗi tập phim đều đặn được chiếu vào thứ Bảy bởi TV Aichi, đã được phát sóng trên tất cả các chi nhánh TXN.
Vì thuê bao hạn chế của mạng lưới, hầu hết chương trình tin tức quốc gia của TXN không thể cung cấp thông tin cho các quận khác sau khi hoạt động lúc ban đầu. Đối với "Transformers: Prime", mỗi tập phim được công chiếu tại 12 quận sau khi ra mắt trên TXN, mặc dù bị trì hoãn từ 14 ngày (ở kênh NST, một chi nhánh FNN / FNS trong quận Niigata, vào thứ bảy của tháng 4 năm 2012) đến 32 ngày (ở kênh GBS, một thành viên JAITS Gifu Prefecture, vào thứ tư kể từ tháng 5 năm 2012).
Kênh Cartoon Network Nhật Bản, một kênh truyền hình trả tiền với sự hiện diện trên toàn quốc, đã công bố rằng họ sẽ phát sóng bộ phim mỗi thứ bảy và chủ nhật, bắt đầu từ ngày 20 Tháng 10 năm 2012.
Từ tập 1 đến 13 "Transformers: Prime", bài hát mở đầu phim là "Feeling", trình bày bởi nhóm Big Bang (ban nhạc Hàn Quốc), và bài hát kết thúc phim là "I Believe in all" do Clutcho trình bày. Từ tập 14 đến 26, bài hát mở đầu đổi thành "Transformerz" hát bởi M-Flo, và bài hát kết thúc là "A little bit" của Clutcho. Từ tập 27, bài hát mở đầu là một remix của "Transformerz" với ca từ mới, và bài hát kết thúc là "Discord", được trình bày bởi nhóm Tokyo Girl's Style.
Từ tập 1, phiên bản tiếng Nhật có chèn một đoạn ngắn khác với phim gốc: Một phần live action mang phong cách US Tokyo Girls, được tổ chức bởi Keiji Fujiwara. Ngày 12 tháng 8 năm 2012, TV Tokyo phát sóng một suất chiếu 2 giờ vào buổi tối - "Transformers: Prime" phần đặc biệt.

### Trên mạng lưới truyền thông gia đình
Ở Hoa Kỳ, "Transformers: Prime" có thể tải về thông qua cửa hàng ITunes trên Internet. Cùng với một số thuộc tính khác Hasbro, đã được bổ sung các dịch vụ Netflix video vào ngày 1 tháng 4 năm 2012. Nhà sản xuất Shout!Factory cũng tung ra một DVD có 5 tập nhỏ rời rạc (parted mini) của series vào tháng 6 năm 2011, tựa đề là "Dark Rising" (Bóng tối trỗi dậy). 5 tập phim rời này "đan" vào nhau, tạo thành một câu chuyện lớn, không phải là những tập riêng biệt. Shout!Factory đã bàn luận với Hasbro để thêm vào kĩ xảo hoạt hình và thiết kế khái niệm cho các ký tự và hình nền vào đĩa DVD, như các tính năng đặc biệt. "Transformers: Prime" phần 1 đã được phát hành trên DVD và Blu-ray vào ngày 6 tháng 3 năm 2012. Gần đây, Shout!Factory đã công bố một bản DVD có tiêu đề "One shall stand", được phát hành ngày 31 tháng 7 năm 2012. Nội dung DVD này bao gồm bốn tập cuối của phần 1 series và ba tập đầu của phần 2, với 7 tập phim "đan" lại với nhau tương tự như DVD "Darkness Rising". "Transformers: Prime - season 2" phát hành theo dạng DVD vào ngày 20 tháng 11 năm 2012, bộ đĩa Blu-ray phát hành vào 27 tháng 11 năm 2012.
Ở Úc, Madman Entertainment nắm giữ các phương tiện truyền thông gia đình và quyền phân phối kỹ thuật số cho "Transformers: Prime". Tại Nhật, Avex phát hành một loạt DVD để cho thuê và bán, mỗi đĩa DVD chứa 2 tập phim.

## Tiếp thị, mặt hàng liên quan và phương tiện truyền thông khác
Hasbro có của hàng Toys R US tọa lạc ở quảng trường Times, thành phố New York, "bao thầu" tất cả cửa hàng của "Transformers: Prime". Một số biển quảng cáo của series đã được cho thuê, thậm chí xuất hiện trên sân khấu Broadway ở New York. Quảng cáo còn được thêm vào mặt sau các cuốn truyện tranh. Một bức tượng khổng lồ của Optimus Prime (đúng như thiết kế trong loạt phim) được triển lãm tại lễ hội San Diego Comic Con 2010. Bức tượng sau đó đã được chuyển đến New York Comic Con 2011, nơi Hasbro ra mắt công chúng.

### Dòng đồ chơi Transformers: Prime
Ngày ra mắt chính thức của dòng đồ chơi này là ngày 1 tháng 12 năm 2011. Ngày phát hành cũ vào tháng 7 năm 2011 không đúng quy định BotCon 2011, nhưng ngày 1 tháng 12 năm 2011 đã được xác nhận bởi Nhóm Thương hiệu Hasbro (Hasbro Brand Team). Mặc dù nguồn tin trước đó thông báo là dòng đồ chơi của "Transformers: Prime" sẽ bày bán vào ngày 1 tháng 10 năm 2011 hoặc 11 tháng 10 năm 2011.

### Trên điện thoại di động
Ruckus Mobile Media đã cung cấp ứng dụng "Transformers: Prime" cho Android và IOS (IPad, IPhone, IPod Touch). Ứng dụng game thuộc thể loại nhập vai, giúp người chơi tự trải nghiệm bằng lối kể chuyện tương tác, bao gồm những tiêu đề cụ thể, màu sắc, chức năng đọc và ghi lại. Ứng dụng này được dự kiến sẽ phát hành tháng 5 năm 2011 nhưng cuối cùng, nó không thể đến với người sử dụng.

### Sách
IDW Publishing (nhà xuất bản IDW) đã phát hành một bộ truyện tranh dựa trên series "Transformers: Prime". Phần tiếp theo của bộ truyện này được phát hành ngày 13 tháng 10 năm 2010, tại Hoa Kỳ. Ở Canada phát hành muộn hơn, vào ngày 26 tháng 10 năm 2010. Sự chuyển thể thường là hai tập phim trong một cuốn truyện. Truyện tranh "Transformers: Prime" phát hành vào tháng 4, tháng 8 và tháng 9 năm 2012, tại Anh cũng có những cuốn như "Transformers Prime: Official Handbook" và "Transformers Prime: Meet the Team".

### Trò chơi điện tử
Một trò chơi video do Nowpro và Altron phát triển và được Activision phát hành vào tháng 10 năm 2012. Trò chơi "Transformers: Prime" đành cho cho hệ máy Wii, Nintendo DS, Nintendo 3DS, và Wii U.

## Các đề cử và giải thưởng
"Transformers: Prime" đã giành được bốn giải thưởng Daytime Emmy về thể loại hoạt hình và nhận được bảy đề cử khác. Đó là series Transformers đầu tiên được đề cử (và chiến thắng) ở giải thưởng Emmy, kể từ series "Wars The Beast" năm 1997.
The Transformers: Prime/G.I. Joe Renegades block of special programming on Friday from 3:30 p.m.–7 p.m. generated significant gains audience versus the previous week among households and key demographics: HH (+111%, 97,000), Persons 2+ (+133%, 142,000), Kids 2-11 (+130%, 62,000), Kids 6-11 (+78%, 32,000), Adults 18-49 (+117%, 50,000) and Women 18-49 (+120%, 11,000).
| Năm  | Giải             | Hạng mục                                                    | Work              | Outcome |
| ---- | ---------------- | ----------------------------------------------------------- | ----------------- | --- |
| 2011 | Daytime Emmys    | Nghệ sĩ lồng tiếng xuất sắc                                 | Peter Cullen      | Đề cử |
| 2011 | Daytime Emmys    | Chỉ đạo xuất sắc                                            | Directors         | Đề cử |
| 2011 | Daytime Emmys    | Thành tích cá nhân xuất sắc                                 | Vince Toyama      | ) here, or it will cause coding problems --> style="background: #99FF99; color: black; vertical-align: middle; text-align: center; " class="yes table-yes2"\|Đoạt giải |
| 2011 | Daytime Emmys    | Thành tích cá nhân xuất sắc                                 | Christophe Vacher | ) here, or it will cause coding problems --> style="background: #99FF99; color: black; vertical-align: middle; text-align: center; " class="yes table-yes2"\|Đoạt giải |
| 2011 | Daytime Emmys    | Chỉ đạo và sáng tác âm nhạc xuất sắc                        | Brian Tyler       | Đề cử |
| 2011 | Daytime Emmys    | Kịch bản phim hoạt hình xuất sắc                            | Writers           | Đề cử |
| 2012 | Daytime Emmys    | Giải đặc biệt dành cho phim hoạt hình xuất sắc              | Entire crew       | Đoạt giải |
| 2012 | Daytime Emmys    | Chỉ đạo xuất sắc                                            | David Hartman     | Đề cử |
| 2012 | Daytime Emmys    | Chỉnh sửa âm thanh xuất sắc                                 | Robbi Smith       | ) here, or it will cause coding problems --> style="background: #FDD; color: black; vertical-align: middle; text-align: center; " class="no table-no2"\|Đề cử          |
| 2012 | Daytime Emmys    | Chỉnh sửa âm thanh xuất sắc                                 | Robert Poole II   | ) here, or it will cause coding problems --> style="background: #FDD; color: black; vertical-align: middle; text-align: center; " class="no table-no2"\|Đề cử          |
| 2012 | Daytime Emmys    | Chỉnh sửa âm thanh xuất sắc                                 | Roy Braverman     | ) here, or it will cause coding problems --> style="background: #FDD; color: black; vertical-align: middle; text-align: center; " class="no table-no2"\|Đề cử          |
| 2012 | Daytime Emmys    | Hòa âm xuất sắc                                             | Ray Leonard       | ) here, or it will cause coding problems --> style="background: #FDD; color: black; vertical-align: middle; text-align: center; " class="no table-no2"\|Đề cử          |
| 2012 | Daytime Emmys    | Hòa âm xuất sắc                                             | Mike Beiriger     | ) here, or it will cause coding problems --> style="background: #FDD; color: black; vertical-align: middle; text-align: center; " class="no table-no2"\|Đề cử          |
| 2012 | Daytime Emmys    | Thành tích cá nhân xuất sắc                                 | Christophe Vacher | Đoạt giải |
| 2012 | Giải thưởng CINE | Giải Đại bàng                                               | Whole crew        | Đoạt giải |
| 2012 | Giải thưởng CINE | Giải ghi nhận đặc biệt của CINE dành cho series truyền hình | Whole crew        | Đoạt giải |
| 2012 | Giải thưởng CINE | Giải thưởng đặc biệt của ban giám khảo                      | Whole crew        | Đề cử (to be announced in 2013) |
| 2012 | Giải thưởng CINE | Giải series xuất sắc nhất                                   | Whole crew        | Đề cử (to be announced in 2013) |